# František Jirčík
František Jirčík, uváděný též jako Jirčik, Franz von Jurczek, Juerczek, Jurczik či Juerczik (1758 Kutná Hora – 19./21. prosince 1805 Uherské Hradiště), byl rakouský generálmajor, který bojoval v bitvě u Slavkova.

## Vojenská kariéra
Narodil se v roce 1758, kdy generál Laudon přinutil Prusy k ústupu z Čech a skončila třetí válka o Slezsko.
V roce 1778 vstoupil do 12. německo-banátského pohraničního pluku jako praporčík, v době války o bavorské dědictví, do níž se též zapojil. V roce 1789 přešel ke generálnímu štábu rakouské armády, byl povýšen na nadporučíka. 
V roce 1790 se zúčastnil rakousko-turecké války. Během války vynikl odvahou a chytrostí a byl povýšen na kapitána. Při tažení Srbskem u města Kladovo vyjednával s tureckou stranou o kapitulaci pevnosti. V roce 1796 byl povýšen na majora a stal se proviantním důstojníkem generálního štábu. 
Zúčastnil se také první koaliční války v Itálii a v lednu 1797 byl povýšen na plukovníka. Při obléhání Mantovy 16. ledna 1797 byl zajat se sborem markýze di Provera. Po svém propuštění bojoval v císařské armádě v Bavorsku. Dne 1. června 1801 byl povýšen na plukovníka Slavonského hraničářského pěšího pluku č. 8 v Nové Gradišce. Dne 1. září 1805 byl povýšen do hodnosti generálmajora se zpětnou platností od 27. března téhož roku.

### Bitva u Slavkova

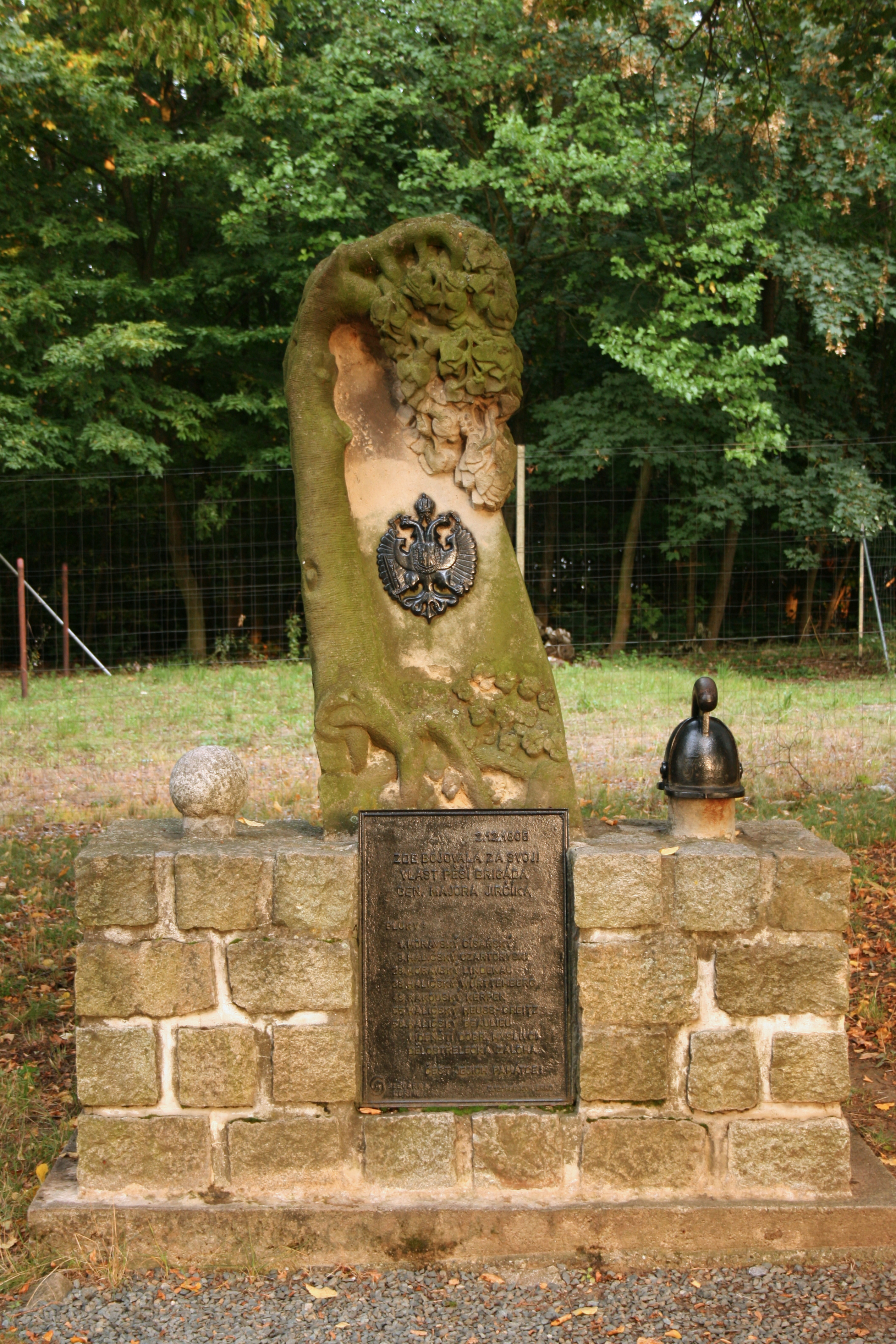
Pomník generálmajora Františka Jirčíka a jeho pěší brigády na Prateckém kopci u Mohyly míru

Dne 2. prosince 1805 se zúčastnil bitvy u Slavkova, byl pověřen velením pěší brigády v rakouské části smíšené spojenecké 4. kolony generálů Kolowrata a Miloradoviče, která celkově čítala asi 16 200 mužů a 75 děl. Druhé rakouské brigádě v této koloně velel generál Rottermund. V jednotce sloužily vesměs posádkové záložní prapory složené z nezkušených nováčků bez válečných zkušeností. Jirčíkovu velení v brigádě (celkem necelých 5000 mužů) podléhaly tyto jednotky:
- 1. pěší pluk císaře Františka (1 rezervní prapor)
- 9. pěší pluk Czartoryski (1 rezervní prapor)
- 29. pěší pluk Lindenau (1 rezervní prapor)
- 38. pěší pluk Wúurttemberg (1 rezervní prapor)
- 49. pěší pluk Kerpen (1 rezervní prapor)
- 55. pěší pluk Reuss-Greiz (1 rezervní prapor)
- 58. pěší pluk Beaulieu (1 rezervní prapor)
- 2 roty vídeňských dobrovolných myslivců (byly k jednotce přiděleny, boje se však nakonec nezúčastnily)
- 2 roty pionýrů

Během bitvy o Pratecký kopec byl Jirčík těžce zraněn. Byl převezen do Uherského Hradiště, kde následkům zranění o tři týdny později podlehl – jako jediný rakouský generál v této bitvě. V různých pramenech se uvádí datum úmrtí 19. či 21. prosince 1805.

## Připomínky
Jirčíkovo jméno bylo uvedeno mezi významnými veliteli rakouské armády ve vídeňském vojenském muzeu Arsenalu. V roce 1995 byl péčí členů jednotky historického rakouského pluku Kaiser postaven pomník Jirčíkovi a jeho brigádě na vrcholu Prateckého kopce vedle Muzea památníku Mohyla míru.